# Aluminium-Magnesium-Silicium-Legierung
Aluminium-Magnesium-Silicium-Legierungen (AlMgSi) sind Aluminiumlegierungen – Legierungen die hauptsächlich aus Aluminium bestehen –, die als mengenmäßig wichtigste Legierungselemente sowohl Magnesium als auch Silicium enthalten. Beide zusammen machen weniger als 2 Massenprozent aus. Der Gehalt an Magnesium ist dabei größer als an Silicium, sonst zählen sie zu den Aluminium-Silicium-Magnesium-Legierungen (AlSiMg).
AlMgSi zählt zu den aushärtbaren Aluminiumlegierungen, also solchen, die durch Wärmebehandlung fester und härter werden können. Diese Aushärtung basiert maßgeblich auf der Ausscheidung von Magnesiumsilicid (Mg2Si). Die AlMgSi-Legierungen werden daher in den Normen als eigene Gruppe aufgefasst (6000er-Reihe) und nicht als Untergruppe der Aluminium-Magnesium-Legierungen, die nicht aushärtbar sind.
AlMgSi zählt zu den Aluminiumlegierungen mit mittlerer bis hoher Festigkeit, hoher Bruchzähigkeit, guter Schweißeignung, Korrosionsbeständigkeit und Umformbarkeit. Sie lassen sich ausgezeichnet durch Strangpressen verarbeiten und werden daher besonders häufig durch dieses Verfahren zu Konstruktionsprofilen verarbeitet. Sie werden dabei meist erwärmt, um die Bearbeitung zu erleichtern; als Nebeneffekt können sie unmittelbar danach abgeschreckt werden, womit eine separate anschließende Wärmebehandlung entfallen kann.

## Anwendungen
Anwendung finden sie unter anderem für Stoßfänger, Karosserien und für Großprofile im Schienenfahrzeugbau. Bei letzteren waren sie maßgeblich verantwortlich für die geänderte Konstruktion von Schienenfahrzeugen in den 1970ern: Zuvor verwendete man genietete Rohrkonstruktionen. Dank der guten Strangpressbarkeit von AlMgSi können nun Großprofile hergestellt werden, die dann verschweißt werden. Auch im Flugzeugbau werden sie genutzt, dort werden aber AlCu und AlZnMg bevorzugt, die jedoch nicht oder nur schwer schweißbar sind. Die schweißbaren höher festen AlMgSiCu-Legierungen (AA6013 und AA6056) werden bei den Airbusmodellen A318 und A380 für Rippenbleche im Flugzeugrumpf verwendet, wo durch das Laserschweißen Gewichts- und Kosteneinsparungen möglich sind. (Schweißen ist kostengünstiger als das sonst im Flugzeugbau übliche Nieten; Die beim Nieten nötigen Überlappungen können beim Schweißen entfallen, was Bauteilmasse einspart.)

## Legierungskonstitution

### Phasen und Gleichgewichte
Das System Al-Mg2Si bildet ein Eutektikum bei 13,9 % Mg2Si und 594 °C. Die maximale Löslichkeit liegt bei 583,5 °C und 1,9 % Mg2Si, weshalb die Summe beider Elemente in den gebräuchlichen Legierungen unter diesem Wert liegt. Der stöchiometrischen Zusammensetzung von Magnesium zu Silicium von 2:1 entspricht ein Massenverhältnis von 1,73:1. Die Löslichkeit sinkt mit fallender Temperatur sehr schnell und liegt bei 200 °C nur noch bei 0,08 Massenprozent. Legierungen ohne weitere Legierungselemente oder Verunreinigungen liegen dann zweiphasig vor mit dem {\displaystyle \alpha }-Mischkristall und der {\displaystyle \beta }-Phase (Mg2Si). Letztere hat einen Schmelzpunkt von 1085 °C und ist daher thermisch stabil. Selbst Ansammlungen (Cluster) von Magnesium- und Silicium-Atomen die nur metastabil sind, lösen sich nur langsam auf, wegen der hohen Bindungsenergie der beiden Elemente.
Viele genormte Legierungen weisen einen Silicium-Überschuss auf. Er hat kaum Einfluss auf die Löslichkeit von Magnesiumsilicid, erhöht die Festigkeit des Werkstoffes stärker als ein Mg-Überschuss oder eine Erhöhung des Mg2Si-Anteiles, erhöht das Volumen und die Anzahl der Ausscheidungen und beschleunigt die Ausscheidung bei der Kalt- und Warmaushärtung. Außerdem bindet es unerwünschte Verunreinigungen; besonders Eisen. Ein Magnesiumüberschuss verringert dagegen die Löslichkeit von Magnesiumsilicid.

### Legierungselemente
Neben Magnesium und Silicium sind in den genormten Sorten weitere Elemente enthalten.
- Kupfer wird zur Verbesserung der Festigkeit und der Warmaushärtung eingesetzt in Mengen von 0,2–1 %. Es bildet die Q-Phase (Al4Mg8Si7Cu2). Kupfer führt zu einer dichteren Dispersion der nadelförmigen, teilkohärenten Ausscheidung {\displaystyle \beta ''} (Cluster aus Magnesium und Silicium). Zusätzlich kommt noch die {\displaystyle \theta }-Phase vor die für die Aluminium-Kupfer-Legierungen typisch sind. Legierungen mit höheren Kupfergehalten (Legierungen 6061, 6056, 6013) werden vor allem in der Luftfahrt genutzt.
- Eisen kommt in allen Aluminiumlegierungen als Verunreinigung vor in Mengen von 0,05–0,5 %. Es bildet die Phasen Al8Fe2Si, Al5FeSi und Al8FeMg3Si6 die alle thermisch stabil sind, aber unerwünscht sind, da sie den Werkstoff verspröden. Siliciumüberschüsse dienen auch dazu, Eisen zu binden.
- Mangan (0,2–1 %) und Chrom (0,05–0,35 %) werden absichtlich zulegiert. Werden beide gleichzeitig zulegiert, liegt die Summe der beiden Elemente unter 0,5 %. Sie bilden nach Glühen bei mindestens 400 °C eine Dispersion von Ausscheidungen und verbessern so die Festigkeit. Chrom ist vor allem in Verbindung mit Eisen wirksam.
- Als Dispersionsbildner kommen Zirkon und Vanadin zum Einsatz.

### Dispersionen
Dispersionsteilchen haben nur geringen Einfluss auf die Festigkeit. Wenn an ihnen bei der Abkühlung nach dem Lösungsglühen Magnesium oder Silicium ausscheiden und dadurch nicht wie gewünscht Magnesiumsilicid bilden, senken sie sogar die Festigkeit. Sie erhöhen somit die Abschreckempfindlichkeit. Bei unzureichender Abkühlgeschwindigkeit binden sie aber auch überschüssiges Silicium, das sonst gröbere Ausscheidungen bilden und so die Festigkeit senken würde. Die Dispersionsteilchen aktivieren auch im ausgehärteten Zustand weitere Gleitebenen, sodass die Duktilität zunimmt und vor allem der interkristalline Bruch verhindert werden kann. Die Legierungen mit höherer Festigkeit enthalten deshalb Mangan und Chrom und sind abschreckempfindlicher.
Für die Wirkung der Legierungselemente hinsichtlich der Dispersionsbildung gilt:
- Die Festigkeit bei Raumtemperatur ändert sich kaum. Die Fließgrenze bei höheren Temperaturen steigt jedoch stark, was die Umformbarkeit einschränkt und vor allem ungünstig beim Strangpressen ist, weil sich dadurch die Mindestwanddicke erhöht.
- Die Rekristallisation wird erschwert, was die Grobkornbildung verhindert und sich günstig auf die Umformbarkeit auswirkt.
- Versetzungsbewegungen werden bei niedrigen Temperaturen blockiert, was die Bruchzähigkeit verbessert.
- Dispersionen von AlMn binden übersättigtes Silizium beim Abkühlen nach dem Lösungsglühen. Dadurch wird die Kristallisation verbessert und ausscheidungsfreie Zonen, die sonst an den Korngrenzen entstehen, werden vermieden. Dadurch verbessert sich das Bruchverhalten von spröde und interkristallin hin zu duktil und transkristallin.
- Die Abschreckempfinglichkeit steigt, da ausgeschiedenes Silizium für die Aushärtung benötigt wird. Legierungen, die Mn oder Cr enthalten, müssen daher schneller abgekühlt werden als ohne diese Elemente.

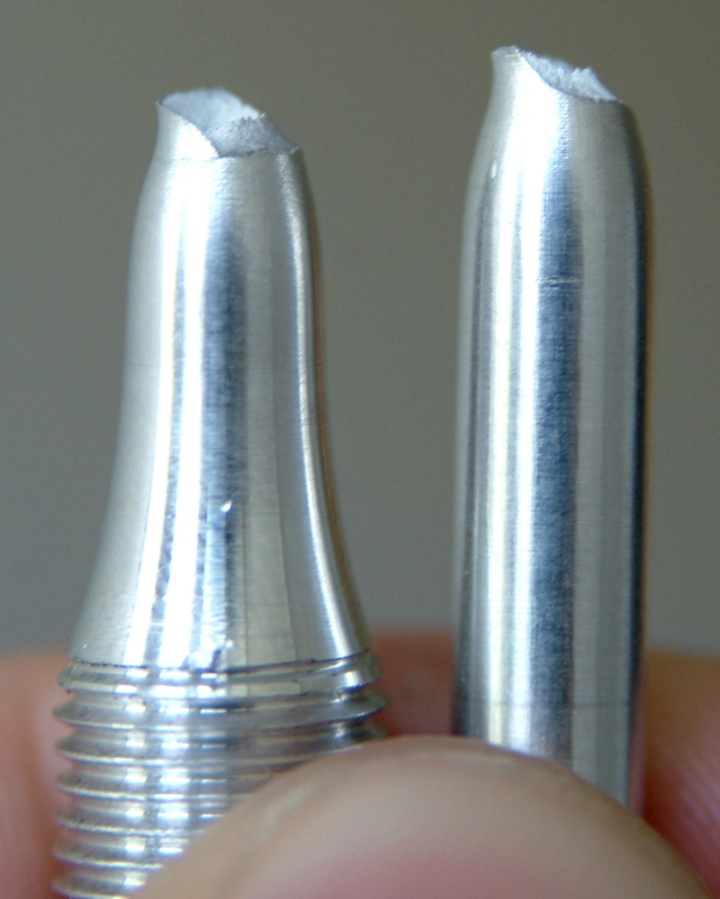
Duktiler Bruch einer AlMgSi-Legierung
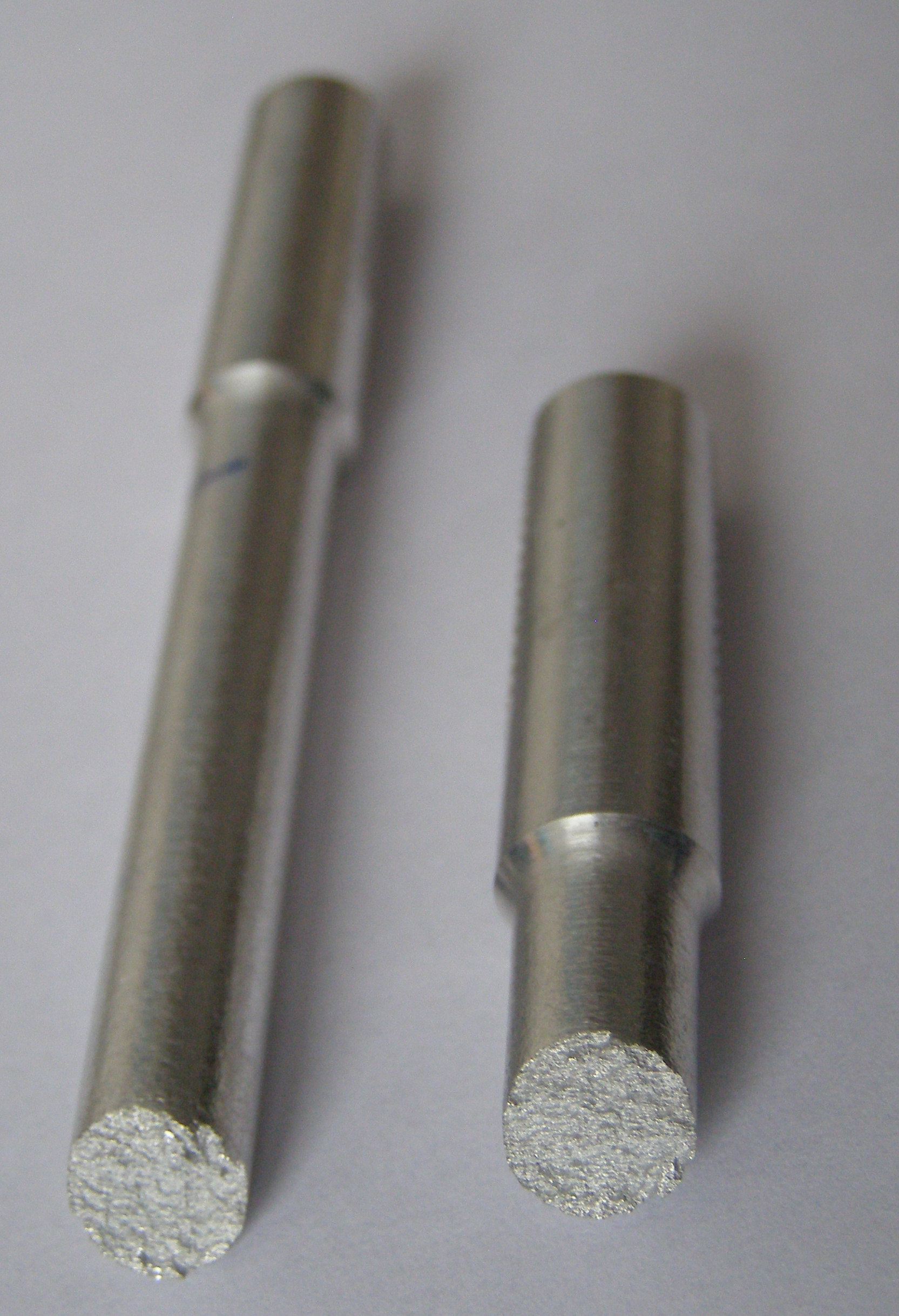
Sprödbruch einer Aluminiumlegierung

## Korngrenzen
An den Korngrenzen scheidet sich bevorzugt Silizium aus, da es Keimbildungsprobleme hat. Außerdem scheidet sich dort Magnesiumsilicid aus. Die Abläufe sind vermutlich ähnlich wie bei den AlMg-Legierungen, für AlMgSi aber bis 2008 noch relativ unerforscht. Die an den Korngrenzen ausgeschiedenen Phasen führen zur Neigung von AlMgSi zu sprödem Korngrenzenbruch.

## Zusammensetzungen genormter Sorten
Alle Angaben in Massenprozent. EN steht für Europäische Norm, AW für Aluminium-Knetlegierung (engl. aluminium, wrought); Die Zahl hat keine weitere Bedeutung.
| Numerisch   | Chemisch       | Silicium | Eisen       | Kupfer    | Mangan     | Magnesium  | Chrom       | Zink     | Titan | Sonstige       | Andere (Einzeln) | Andere (Gesamt) | Aluminium |
| ----------- | -------------- | -------- | ----------- | --------- | ---------- | ---------- | ----------- | -------- | ----- | -------------- | ---------------- | --------------- | --------- |
| EN AW-6005  | AlSiMg         | 0,6–0,9  | 0,35        | 0,10      | 0,10       | 0,40–0,6   | 0,10        | -        | -     | -              | 0,05             | 0,15            | Rest      |
| EN AW-6005A | AlSiMg(A)      | 0,50–0,9 | 0,35        | 0,3       | 0,50       | 0,40–0,7   | 0,30        | 0,20     | 0,10  | 0,12–0,5 Mn+Cr | 0,05             | 0,15            | Rest      |
| EN AW-6008  | AlSiMgV        | 0,50–0,9 | 0,35        | 0,30      | 0,30       | 0,40–0,7   | 0,30        | 0,20     | 0,10  | 0,05–0,20 V    | 0,05             | 0,15            | Rest      |
| EN AW-6013  | AlMg1Si0,8CuMn | 0,6–1,0  | 0,5         | 0,6–1,1   | 0,20 – 0,8 | 0,8–1,2    | 0,10        | 0,25     | 0,10  | -              | 0,05             | 0,15            | Rest      |
| EN AW-6056  | AlSi1MgCuMn    | 0,7–1,3  | 0,50        | 0,50–1,1  | 0,40 – 1,0 | 0,6–1,2    | 0,25        | 0,10–0,7 | -     | 0,20 Ti+Zr     | 0,05             | 0,15            | Rest      |
| EN AW-6060  | AlMgSi         | 0,30–0,6 | 0,10 – 0,30 | 0,10      | 0,10       | 0,35–0,6   | 0,05        | 0,15     | 0,10  | -              | 0,05             | 0,15            | Rest      |
| EN AW-6061  | AlMg1SiCu      | 0,40–0,8 | 0,7         | 0,15–0,40 | 0,15       | 0,8–1,2    | 0,04 – 0,35 | 0,25     | 0,15  | -              | 0,05             | 0,15            | Rest      |
| EN AW-6106  | AlMgSiMn       | 0,30–0,6 | 0,35        | 0,25      | 0,05–0,20  | 0,40 – 0,8 | 0,20        | 0,10     | -     | -              | 0,05             | 0,15            | Rest      |

## Mechanische Eigenschaften
Zustände:
- O weich (weichgeglüht, auch warmumgeformt mit gleichen Festigkeitsgrenzwerten).
- T1: abgeschreckt von der Warmformungstemperatur und kaltausgelagert
- T4: lösungsgeglüht und kaltausgelagert
- T5: abgeschreckt von der Warmformungstemperatur und warmausgelagert
- T6: lösungsgeglüht, abgeschreckt und warmausgelagert
- T7: lösungsgeglüht, abgeschreckt, warmausgelagert und überhärtet
- T8: lösungsgeglüht, kaltverfestigt und warmausgelagert

| Numerisch   | Chemisch (CEN) | Zustand | E-Modul/MPa | G-Modul/MPa | Dehngrenze/MPa | Zugfestigkeit/MPa | Bruchdehnung/% | Brinellhärte | Biegewechselfestigkeit/MPa |
| ----------- | -------------- | ------- | ----------- | ----------- | -------------- | ----------------- | -------------- | ------------ | -------------------------- |
| EN AW-6005  | AlSiMg         | T5      | 69500       | 26500       | 255            | 280               | 11             | 85           | n. b.                      |
| EN AW-6005A | AlSiMg(A)      | T1      | 69500       | 26200       | 100            | 200               | 25             | 52           | n. b.                      |
| EN AW-6005A | AlSiMg(A)      | T4      | 69500       | 26200       | 110            | 210               | 16             | 60           | n. b.                      |
| EN AW-6005A | AlSiMg(A)      | T5      | 69500       | 26200       | 240            | 270               | 13             | 80           | n. b.                      |
| EN AW-6005A | AlSiMg(A)      | T6      | 69500       | 26200       | 260            | 285               | 12             | 90           | n. b.                      |
| EN AW-6008  | AlSiMgV        | T6      | 69500       | 26200       | 255            | 285               | 14             | 90           | n. b.                      |
| EN AW-6056  | AlSi1MgCuMn    | T78     | 69000       | 25900       | 330            | 355               | n. b.          | 105          | n. b.                      |
| EN AW-6060  | AlMgSi         | 0       | 69000       | 25900       | 50             | 100               | 27             | 25           | n. b.                      |
| EN AW-6060  | AlMgSi         | T1      | 69000       | 25900       | 90             | 150               | 25             | 45           | n. b.                      |
| EN AW-6060  | AlMgSi         | T4      | 69000       | 25900       | 90             | 160               | 20             | 50           | 40                         |
| EN AW-6060  | AlMgSi         | T5      | 69000       | 25900       | 185            | 220               | 13             | 75           | n. b.                      |
| EN AW-6060  | AlMgSi         | T6      | 69000       | 25900       | 215            | 245               | 13             | 85           | 65                         |
| EN AW-6061  | AlMg1SiCu      | T4      | 70000       | 26300       | 140            | 235               | 21             | 65           | 60                         |
| EN AW-6106  | AlMgSiMn       | T4      | 69500       | 26500       | 80             | 150               | 24             | 45           | n. b.                      |
| EN AW-6106  | AlMgSiMn       | T6      | 69500       | 26200       | 240            | 275               | 14             | 75           | <75                        |

## Wärmebehandlung und Härtung
AlMgSi kann auf zwei verschiedene Arten durch eine Wärmebehandlung gehärtet werden, wobei Härte und Festigkeit steigen, während Duktilität und Bruchdehnung zurückgehen. Beide beginnen mit dem Lösungsglühen und können auch mit mechanischen Verfahren (Schmieden) kombiniert werden, mit unterschiedlichen Effekten:
1. Lösungsglühen: Bei Temperaturen von etwa 510–540 °C wird geglüht, wobei die Legierungselemente in Lösung gehen.
2. Fast immer erfolgt unmittelbar danach ein Abschrecken. Die Legierungselemente bleiben dadurch auch bei Raumtemperatur zunächst in Lösung, während sie bei langsamer Abkühlung Ausscheidungen bilden würden.

- Kaltaushärten: Bei Raumtemperatur bilden sich allmählich Ausscheidungen die die Festigkeit und Härte erhöhen. In den ersten Stunden nach dem Abschrecken ist die Steigerung sehr hoch, in den nächsten Tagen geringer, danach nur noch schleichend, aber auch nach mehreren Jahren noch nicht abgeschlossen.
- Warmaushärten: Bei Temperaturen von 80–250 °C (üblich sind 160–150 °C) werden die Werkstoffe im Ofen erneut erwärmt. Die Härtezeiten liegen meist bei 5–8 Stunden. Die Legierungselemente scheiden dadurch schneller aus und erhöhen Härte und Festigkeit. Je höher die Temperatur ist, desto schneller ist das für diese Temperatur mögliche Festigkeitsmaximum erreicht, es fällt jedoch umso niedriger aus, je höher die Temperatur ist.

### Zwischenlagerung und Stabilisierung
Wenn nach dem Abschrecken und der Warmaushärtung Zeit vergeht (sogenannte Zwischenlagerung) dann nimmt die erreichbare Festigkeit beim Warmaushärten ab und tritt auch erst später ein. Gründe liegen in der Veränderung des Werkstoffes während der Zwischenlagerung ablaufenden Kaltaushärtung. Der Effekt betrifft jedoch nur Legierungen mit mehr als 0,8 % Mg2Si (ohne Mg- oder Si-Überschüsse) und Legierungen mit über 0,6 %
Mg2Si wenn Mg- oder Si-Überschüsse vorhanden sind.
Um diese negativen Effekte zu unterbinden kann AlMgSi nach dem Abschrecken geglüht werden bei 80 °C für 5–30 Minuten, wodurch sich der Werkstoffzustand stabilisiert und vorübergehend nicht mehr ändert. Die Warmaushärtbarkeit bleibt dann erhalten. Alternativ ist eine Stufenabschreckung möglich bei der zunächst auf Temperaturen abgeschreckt werden die bei der Warmaushärtung angewandt werden. Die Temperaturen werden für wenige Minuten bis mehreren Stunden (je nach Temperatur und Legierung) gehalten und danach vollständig auf Raumtemperatur abgekühlt. Beide Varianten erlauben es für einige Zeit die Werkstücke im Abgeschreckten Zustand zu bearbeiten. Bei längerer Wartezeit setzt die Kaltaushärtung ein. Längere Behandlungszeiten erhöhen die mögliche Lagerdauer, verringern aber die Umformbarkeit. Manche dieser Verfahren sind durch Patente geschützt.
Die Stabilisierung hat noch weitere Vorteile: Der Werkstoff liegt dann in einem definierbaren Zustand vor was wiederholbare Ergebnisse bei der nachfolgenden Bearbeitung ermöglicht. Ansonsten hätte die Zeit der Zwischenauslagerung beispielsweise Einfluss auf die Rückfederung beim Biegen, sodass über mehrere Werkstücke hinweg kein gleichbleibender Biegewinkel möglich wäre.

## Einfluss der Kaltverformung
Eine Umformung (Schmieden, Walzen, Biegen) führt bei Metallen und Legierungen zur Kaltverfestigung, eine wichtige Form der Festigkeitssteigerung. Bei AlMgSi hat sie jedoch auch Einfluss auf die anschließende Warmaushärtung. Eine Kaltumformung im warmausgehärteten Zustand ist dagegen wegen der geringen Duktilität in diesem Zustand nicht möglich.
Eine Kaltumformung direkt nach dem Abschrecken erhöht zwar die Festigkeit durch die Kaltverfestigung, verringert aber die Festigkeitssteigerung durch Kaltaushärtung und verhindert sie weitgehend bei Umformgraden ab 10 %.
Eine Kaltumformung im teilweise oder vollständig kaltausgehärteten Zustand erhöht dagegen zusätzlich die Festigkeit, sodass sich beide Effekte in ihrer Wirkung addieren.
Wenn nach einer Kaltumformung (in abgeschreckten oder kaltausgehärteten Zustand) noch eine Warmumformung erfolgt, dann erfolgt diese schneller, wobei jedoch die erreichbaren Festigkeiten sinken. Je höher die Verfestigung ist, desto höher fällt die Streckgrenze aus, die Zugfestigkeit erhöht sich jedoch nicht. Wenn dagegen im stabilisierten Zustand die Kaltumformung erfolgt, dann verbessern sich die erreichbaren Festigkeitswerte.